# Temple du Marais

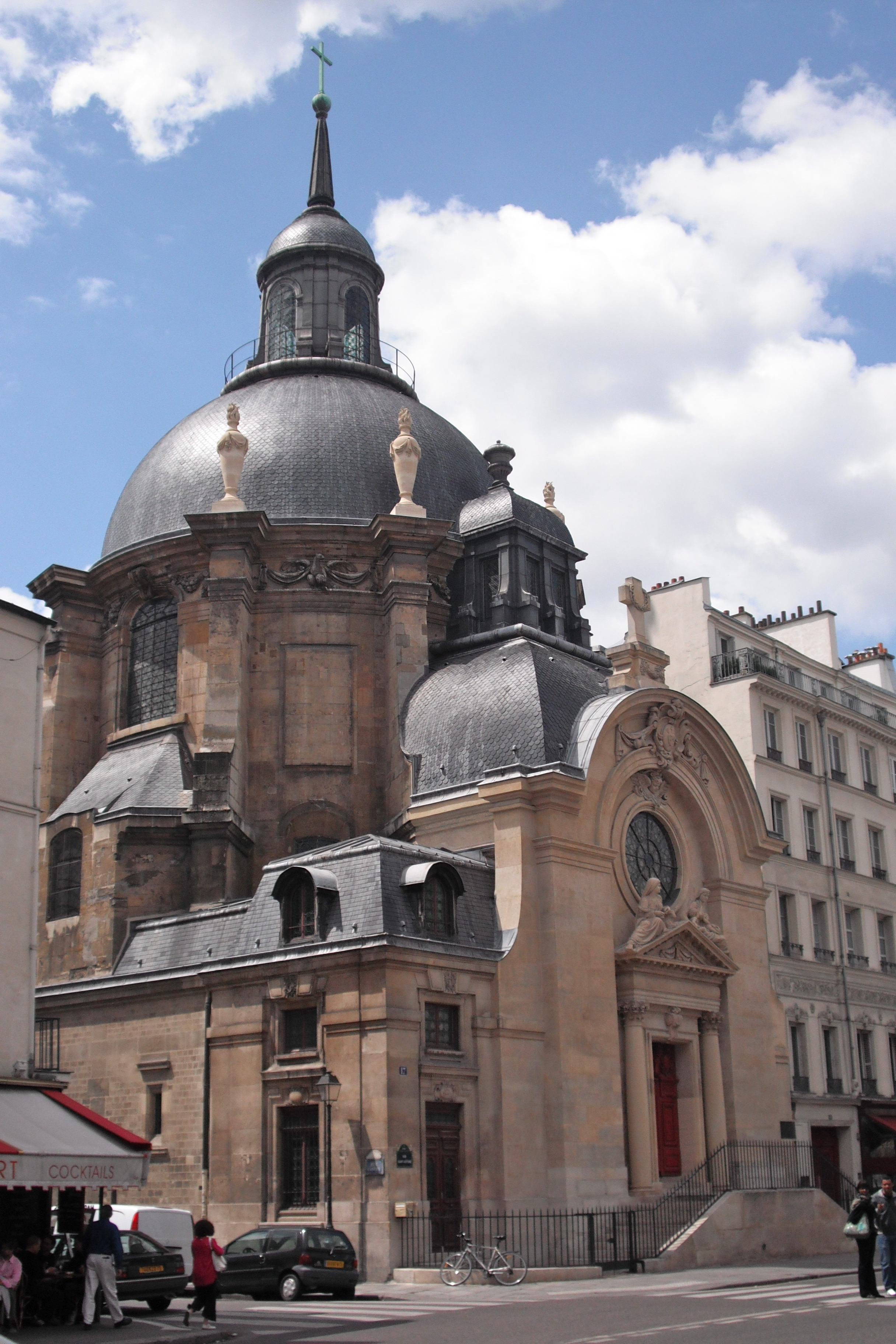
Temple du Marais

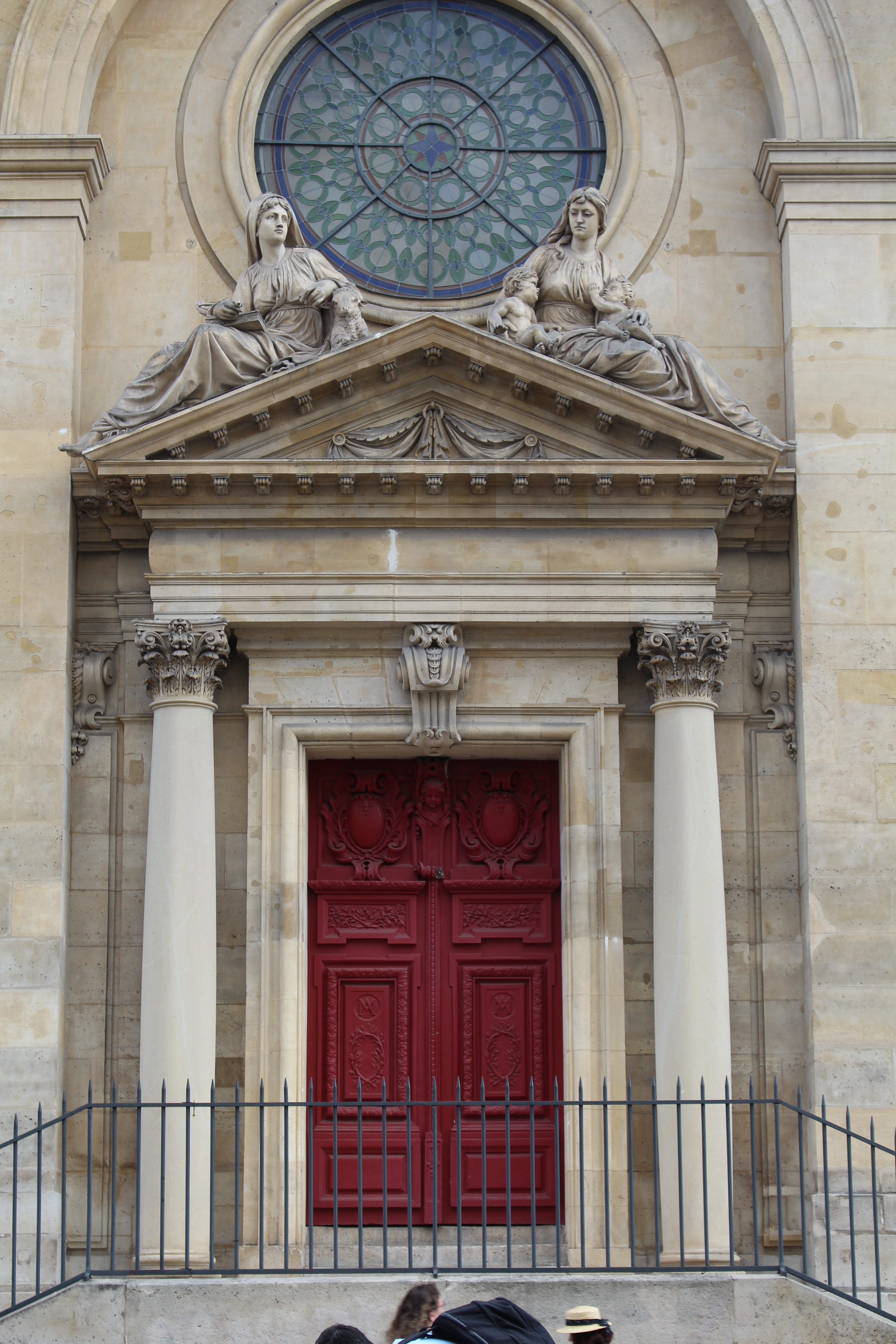
Portal

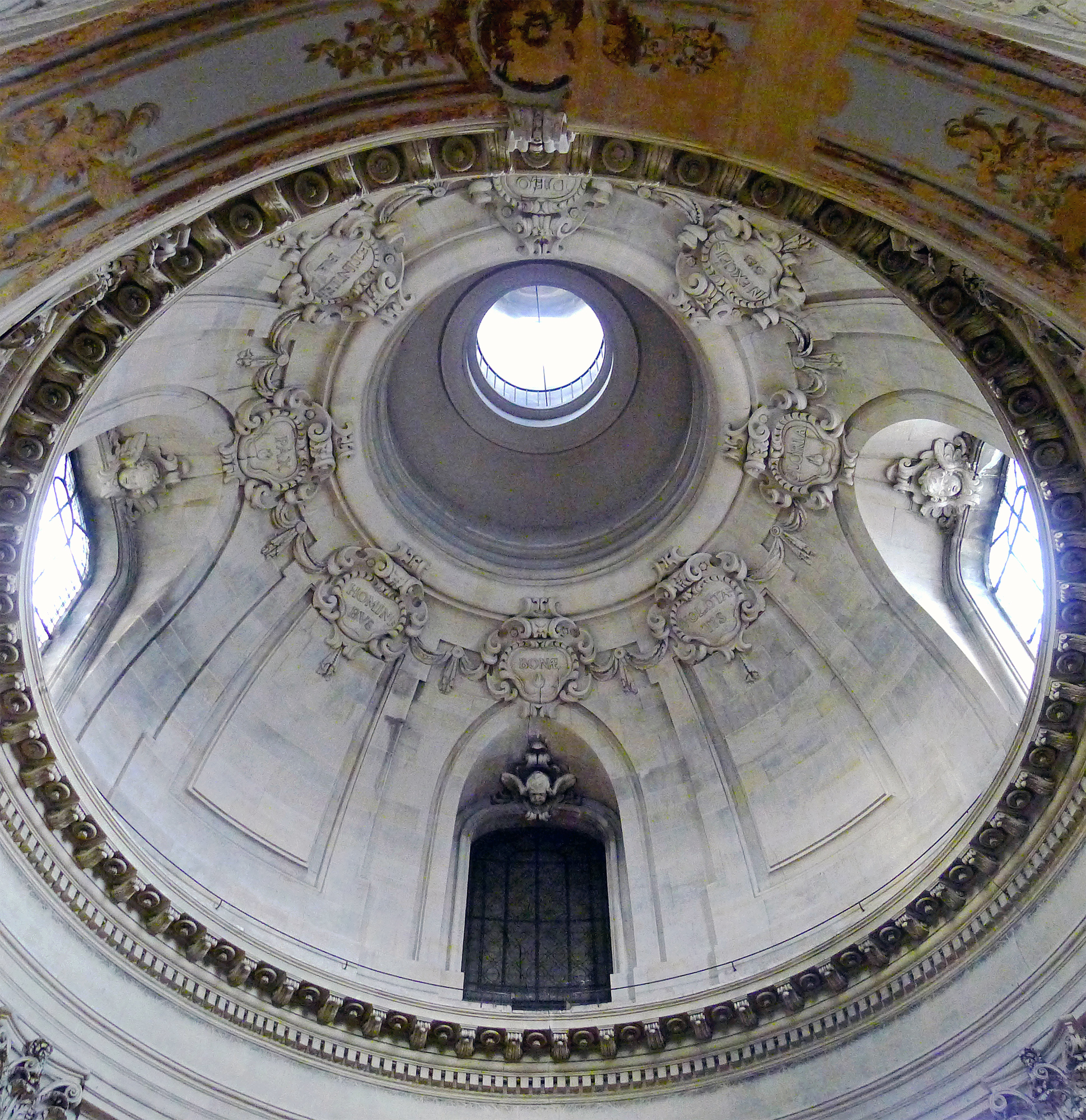
Kuppel

Das Gebäude Temple du Marais, auch Sainte-Marie de la Visitation (Mariä Heimsuchung), in der Rue Saint-Antoine Nr. 17 im 4. Arrondissement von Paris ist eine evangelisch-reformierte Kirche, die in der ersten Hälfte des 17. Jahrhunderts als katholisches Gotteshaus für den Orden von der Heimsuchung Mariens errichtet worden war. Die Kirche, die Maria von den Engeln geweiht war, hieß ursprünglich Sainte-Marie-des-Anges de la Visitation. Sie ist eines der ersten Bauwerke des Architekten François Mansart. Ihr Vorbild war das Pantheon in Rom. Im Jahr 1887 wurde die Kirche als Monument historique in die Liste der Baudenkmäler (Base Mérimée) in Frankreich aufgenommen. Die Kirchengemeinde ist Teil der 2013 gegründeten Église protestante unie de France (Vereinigte Protestantische Kirche Frankreichs). Die nächste Metrostation ist die Station Bastille der Linien 1, 5 und 8.

## Geschichte
Im Jahr 1610 gründeten Johanna Franziska von Chantal und Franz von Sales in Annecy den Orden von der Heimsuchung Mariens. Zu Beginn des 17. Jahrhunderts ließen sich Schwestern dieses Ordens, die auch als Visitandinnen oder Salesianerinnen bezeichnet werden, mit ihrer Gründerin im Maraisviertel in Paris nieder. 1628 vergrößerten sie ihr Kloster und 1632 wurde François Mansart beauftragt, eine neue Kirche im Stil des Barock zu errichten. 1634 war die Kirche fertiggestellt.
Berühmte französische Familien ließen sich in der Kirche bestatten, u. a. die Familie von Nicolas Fouquet, des in Ungnade gefallenen Finanzministers von Ludwig XIV., und die Familie von Noël Brûlart de Sillery, der den Bau der Kirche finanziert hatte.
Während der Französischen Revolution wurde das Kloster aufgehoben und die Kirche zum Nationaleigentum erklärt. Sie wurde zunächst als Depot von Büchern genutzt, die in den aufgelösten Klöstern konfisziert worden waren. Später diente sie dem von  Anne-Josèphe Théroigne de Méricourt gegründeten Club der Amis de la loi (Freunde des Gesetzes) als Versammlungsraum. Unter dem Konsulat wurde das Gebäude 1802 protestantische Kirche.

## Architektur

### Außenbau
Das als Zentralbau angelegte Gebäude, von bescheidenen Ausmaßen, wird von einer schiefergedeckten Kuppel überragt, die mit ihrer durchfensterten Laterne eine Höhe von 33 Metern erreicht.
Das Portal wird von Pilastern mit Kompositkapitellen flankiert und ist mit einem von zwei weiblichen Figuren besetzten Dreiecksgiebel bekrönt. Die Skulpturen stammen von dem Architekten Marcellin Emmanuel Varcollier, der die Kirche in den Jahren 1872/74 restaurierte. Über dem Portal öffnet sich ein Rundfenster, an dem oben ein geflügelter Engelskopf angebracht ist. Die Portalfassade wird von einem großen Rundbogen überfangen.

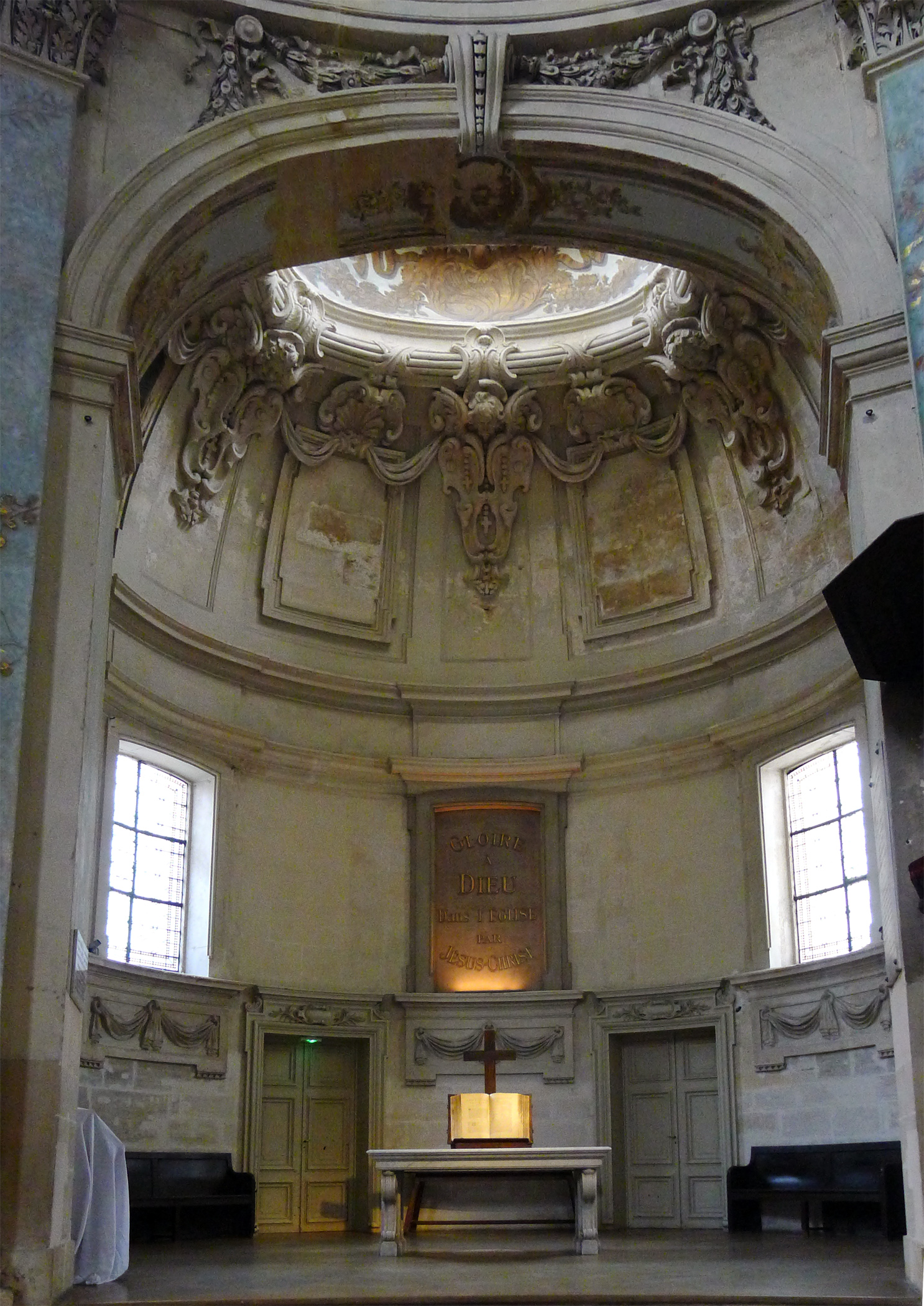
Chor

### Innenraum
Der Innenraum, dessen Durchmesser 15 Meter beträgt, wird von Pilastern gegliedert, zwischen denen sich weite Rundbögen zu ovalen Seitenkapellen öffnen. Dem rechteckigen Vorraum entspricht auf der gegenüberliegenden Seite ein ovaler Chor. Unter dem Ansatz der Kuppel verläuft ein weit vorstehender Fries. Die Decken sind mit reichem Skulpturenschmuck, mit Girlanden, Kartuschen und Engelsköpfen verziert. Von der ursprünglichen Ausmalung ist nichts mehr erhalten.

### Krypta
Unter dem Gebäude wurde 1665 von Michel Villedo eine Rundkrypta eingebaut, die von einer einzigen Mittelsäule getragen wird.

## Orgel

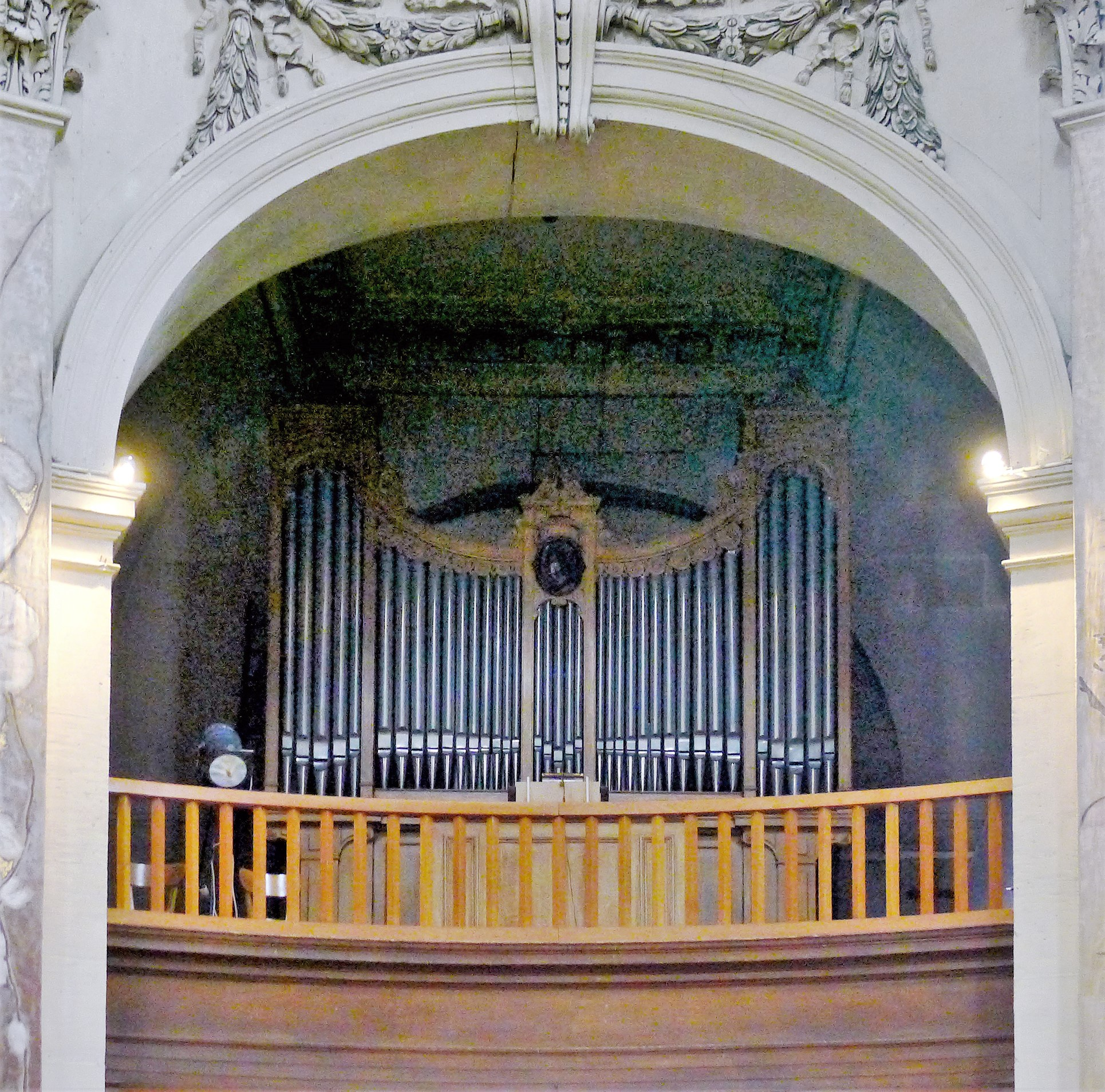
Orgel

Die Orgel wurde um 1890 von dem Orgelbauer Joseph Merklin erbaut und 1978 von der Orgelbaumanufaktur Haerpfer & Erman restauriert. Das Instrument hat 18 Register auf zwei Manualwerken und Pedal. Die Traktoren sind mechanisch.
| I Grand Orgue C–g3 |         |
| Bourdon            | 16'     |
| Montre             | 08'     |
| Bourdon            | 08'     |
| Flûte              | 04'     |
| Doublette          | 02'     |
| Tierce             | 01 3⁄5' |
| Fourniture IV      |         |
| Trompette          | 08'     |

| II Récit C–g3 |         |
| Bourdon       | 08'     |
| Prestant      | 04'     |
| Flûte         | 04'     |
| Nasard        | 02 ⁄3'  |
| Doublette     | 02'     |
| Tierce        | 01 3⁄5' |
| Régale        | 08'     |
| Trémolo       |         |

| Pédale C–f1 |     |
| Soubasse    | 16' |
| Principal   | 08' |
| Bourdon     | 08' |

- Koppeln: II/I, I/P, II/P
- Spielhilfen: Appel Trompette et Fourniture. Appel Régale.